# 15903 Rolandflorrie
15903 Rolandflorrie è un asteroide della fascia principale. Scoperto nel 1997, presenta un'orbita caratterizzata da un semiasse maggiore pari a 2,6394296  UA e da un'eccentricità di 0,1399978, inclinata di 12,76637° rispetto all'eclittica.
L'asteroide è dedicato a Roland e Florrie Handley, genitori dello scopritore.